# Wernher der Schweizer
Wernher der Schweizer war der vermutlich aus dem Nordosten der Schweiz stammende Bearbeiter eines Marienlebens aus dem 14. Jahrhundert. Die nicht ganz 15000 Verse lange mittelhochdeutsche Bearbeitung der Vita beate virginis Marie et salvatoris rhythmica ist aufgeteilt in vier Bücher, die jeweils von einem eigenen Prolog eingeleitet werden. Ein Prosavorwort ist ihnen vorangestellt.
Der Text ist nur überliefert in einem online einsehbaren Codex der Universitätsbibliothek Heidelberg (cpg 372), der vom Schreiber auf 1382 datiert ist (fol. 103r).

## Ausgaben
- Max Päpke: Das Marienleben des Schweizers Wernher. Kästner Verlag, Göttingen 1908 (zugl. Dissertation Berlin 1908)
- Max Päpke (Hrsg.), Arthur Hübner (Bearb.): Das Marienleben des Schweizers Wernher. Aus der Heidelberger Handschrift.  Weidmann, Berlin 1920 (= Deutsche Texte des Mittelalters. Band 27); Nachdruck Dublin 1967.